# المسياب (الحد)

تعديل مصدري - تعديل

المسياب هي إحدى قرى عزلة الحد بمديرية الحد التابعة لمحافظة لحج، بلغ تعداد سكانها 47 نسمة حسب تعداد اليمن لعام 2004.